# Ordre régulier

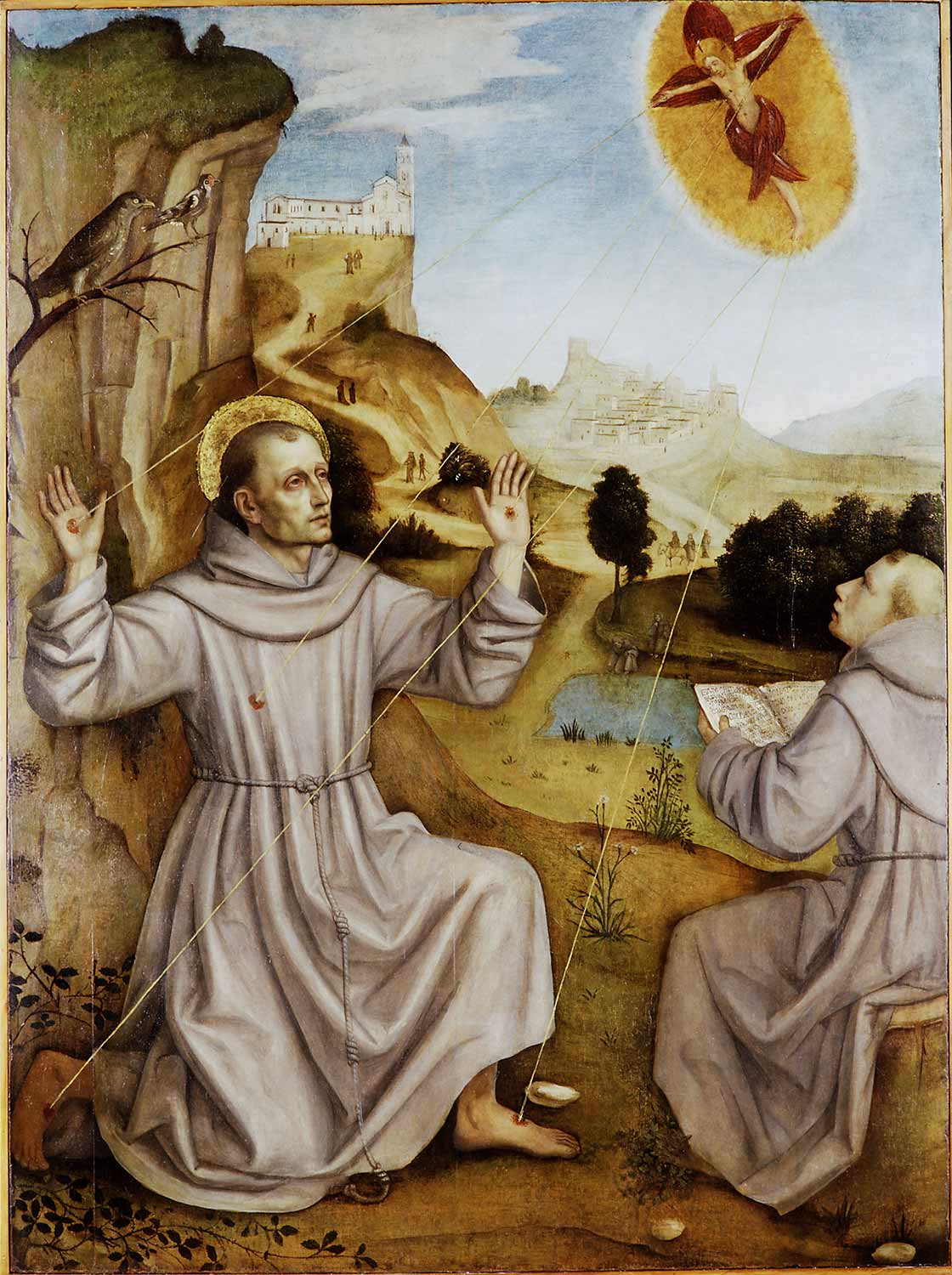
Ambrogio Borgognone, Saint Francois reçoit les stigmates, vers 1510, Église Saint-François-Majeur (Milan)

Un ordre régulier est un ordre religieux qui regroupe les clercs, qui étymologiquement vivent sous la règle, retirés du siècle au service de la foi. Les clercs réguliers prononcent des vœux religieux.

## Dans l'Église catholique
Dans l'Église catholique romaine il faut distinguer entre :
- ordre monastique, ordre régulier dont les clercs, retirés du siècle, ont prononcé des vœux religieux et fait un choix de vie en respectant une règle monastique de vie commune ;
- ordre hospitalier, ordre régulier apostolique dont les frères, à l'image des Hospitaliers de l'ordre de Saint-Jean de Jérusalem, ont prononcé, en plus des trois vœux traditionnels, pauvreté, chasteté et obéissance, celui de servir les malades et fait un choix de vie en respectant une règle monastique ;
- ordre militaire, ordre régulier apostolique, qui, à la suite du concile de Troyes de 1129 et à l'image des Templiers de l'ordre du Temple, ont pris les armes à la main pour défendre la chrétienté. Les frères ont prononcé des vœux religieux et fait un choix de vie en respectant une règle monastique ;
- ordre rédempteur, ordre régulier apostolique au service des chrétiens prisonniers des infidèles dont les frères ont prononcé des vœux religieux et fait un choix de vie en respectant une règle monastique ;
- congrégation, ordre régulier dans ses principes, mais composé de clercs qui appartiennent au clergé séculier et qui font un choix de vie en commun en respectant une règle monastique et en prononçant des vœux religieux simples et temporaires ou solennels et définitifs.

### Composition
Les ordres réguliers sont généralement composés de différents religieux ou religieuses :
- novice, postulant ou postulante qui, ayant demandé son admission dans un ordre monastique, est en période de formation et de probation avant de prononcer ses vœux religieux ;
- moine ou moniale, terme général pour désigner les clercs réguliers ;
- frère lai ou sœur laie, anciennement laïcs au service d'un ordre religieux pour exécuter toutes les tâches séculières. Ils sont maintenant remplacés par les convers ;
- frère convers ou sœur converse, frère et sœur assurant le fonctionnement séculier. Ayant prononcé des vœux simples, ils n'ont pas voix au chapitre ;
- frère profès ou sœur professe, novice ayant prononcé ses vœux de pauvreté, chasteté et obéissance ;
- père supérieur (abbé) ou mère supérieure (abbesse), élu par la communauté, supérieur hiérarchique et administratif d'un établissement, d'un ensemble d'établissements ou d'une province, c'est un supérieur local, général ou provincial ;
- prieur, élu par la communauté pour seconder l'abbé. Dans certains ordres, nom donné au père supérieur local.